# Hoa hậu Quốc tế 1960
Hoa hậu Quốc tế 1960 là cuộc thi Hoa hậu Quốc tế lần đầu tiên, được tổ chức vào ngày 12 tháng 8 năm 1960 tại Nhà hát Thính phòng Long Beach ở Long Beach, California, Hoa Kỳ. 52 thí sinh đã tham gia cuộc thi năm nay. Người chiến thắng là Stella Márquez đến từ Colombia, trở thành người Latin đầu tiên chiến thắng một trong các cuộc thi sắc đẹp.

## Kết quả

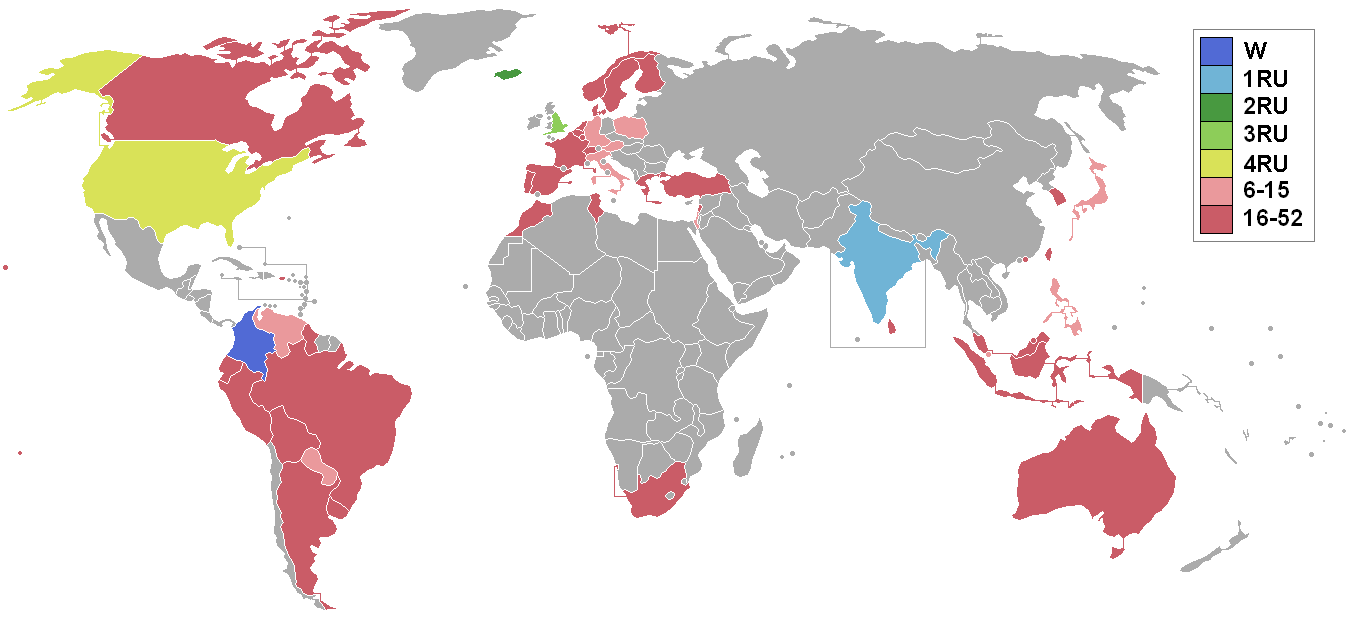
Các quốc gia và lãnh thổ tham gia Hoa hậu Quốc tế 1960 và kết quả.

### Thứ hạng
| Kết quả              | Thí sinh |
| -------------------- | --- |
| Hoa hậu Quốc tế 1960 | - Colombia – Stella Márquez |
| Á hậu 1              | - Ấn Độ – Iona Pinto † |
| Á hậu 2              | - Iceland – Sigridur Geirsdottir † |
| Á hậu 3              | - Anh – Joyce Kay |
| Á hậu 4              | - Hoa Kỳ – Charlene Lundberg |
| Top 15               | - Áo – Elizabeth Hodacs - Israel – Lili Dajani - Ý – Maria Grazia Jacomell - Nhật Bản – Michiko Takagi - Paraguay – Gretel Hedger Carvallo - Philippines – Edita Resurreccion Vital - Ba Lan – Marzena Malinowska - Singapore – Christl D'Cruz - Venezuela – Gladys Ascanio - Đức – Helga Kirsch |

### Các giải thưởng đặc biệt
| Giải thưởng        | Thí sinh                           |
| ------------------ | ---------------------------------- |
| Hoa hậu Nổi tiếng  | - Bỉ – Caroline Lecerf             |
| Hoa hậu Thân thiện | - Guiana (Anh) – Julia Ann Adamson |
| Hoa hậu Ảnh        | - Iceland – Sigridur Geirsdóttir † |

## Thí sinh tham gia
52 thí sinh tham gia cuộc thi năm nay:
- Argentina - Slavica Lazaric
- Úc - Joan Stanbury
- Áo - Elizabeth Hodacs
- Bỉ - Caroline Lecerf
- Bolivia - Edmy Arana Ayala
- Borneo - Elizabeth Voon
- Brazil - Magda Renate Pfrimer
- Guiana (Anh) - Julia Ann Adamson
- Canada - Margaret Powell
- Ceylon - Yvonne Eileen Gunawardene
- Trung Hoa Dân Quốc - Lâm Tĩnh Nghi
- Colombia - Stella Márquez
- Đan Mạch - Sonja Menzel
- Ecuador - Magdalena Dávila Varela
- Anh - Joyce Kay
- Phần Lan - Marketta Nieminen
- Pháp - Jeanne Rossi
- Hy Lạp - Kiki Kotsaridou
- Hà Lan - Katinka Bleeker
- Hồng Kông - Lena Woo
- Iceland - Sigridur Geirsdóttir †
- Ấn Độ - Iona Pinto †
- Indonesia - Wiana Sulastini
- Israel - Lili Dajani
- Ý - Maria Grazia Jacomelli
- Nhật Bản - Michiko Takagi
- Jordan - Gulnar Tucktuck
- Hàn Quốc - Kim Chung-ja
- Liban - Juliana Reptsik
- Luxembourg - Liliane Mueller
- Mã Lai - Tunku Puan Zanariah †
- Maroc - Raymonde Valle
- Na Uy - Lise Hammer
- Paraguay - Gretel Hedger Carvallo
- Peru - Irma Vargas Fuller
- Philippines - Edita Resurreccion Vital
- Ba Lan - Marzena Malinowska
- Bồ Đào Nha - Maria Josabete Silva Santos
- Puerto Rico - Carmen Sara Latimer
- Singapore - Christl D’Cruz
- Nam Phi - Nona Sherriff
- Nam Thái Bình Dương - Patricia Apoliona (từ Honolulu)
- Tây Ban Nha - Elena Herrera Dávila-Núñez
- Thụy Điển - Gunilla Elm
- Thụy Sĩ - Mylene Delapraz
- Tahiti - Teura Marguerite Teuira
- Tunisia - Habiba Ben Abdallah
- Thổ Nhĩ Kỳ - Guler Kivrak
- Uruguay - Beatriz Liñares
- Hoa Kỳ - Charlene Lundberg
- Venezuela - Gladys Ascanio
- Đức – Helga Kirsch